# Raoul Ruiz
Pour l'homme politique, voir Raul Ruiz (homme politique).
Pour les articles homonymes, voir Ruiz.
Raúl Ruiz Pino connu comme Raoul Ruiz (né le 25 juillet 1941 à Puerto Montt, au Chili, et mort le 19 août 2011 à Paris) est un réalisateur, scénariste, acteur et metteur en scène franco-chilien. Ses films ont été fréquemment primés et sélectionnés dans les festivals.

## Biographie
Raoul Ruiz fait partie d'une génération de réalisateurs chiliens politiquement engagés, comme Miguel Littin, Helvio Soto et Patricio Guzmán. À la suite du coup d'État du 11 septembre 1973 au Chili, il s'exile en France, dont il finit par prendre la nationalité. En 1977, il réalise La Vocation suspendue qui marque le début d'une collaboration fructueuse avec l'Institut national de l'audiovisuel et son Département des Programmes de Création et de Recherche, héritier du Service de la Recherche créé par Pierre Schaeffer. Une sorte de troupe permanente se constitue autour du cinéaste qui devient l'une des figures centrales du département, à l'intérieur duquel il réalise près de 25 films – parmi lesquels les fameux L'Hypothèse du tableau volé (1978) et Les Trois Couronnes du matelot (1983). Désigné par Ruiz comme son « premier espace de liberté », l'INA lui permet de développer son intérêt pour l'expérimentation visuelle, notamment aux côtés de chefs opérateurs comme Henri Alekan et Sacha Vierny.
À la suite de l'affaiblissement que connaît le service de la recherche de l'INA dans les années 80, Ruiz conserve des conditions de tournage proches en produisant ses films à l'intérieur de structures officielles. Il est un temps artiste associé à la maison de la culture de Grenoble (Régime sans pain, Richard III) puis sera nommé à la tête de la Maison de la culture du Havre par le ministre Jack Lang en 1986 (Mémoire des apparences, La Chouette aveugle).
Il est l'auteur d'une œuvre multiple et foisonnante, qualifiée souvent de baroque, produite dans des conditions très diverses dans différents pays, explorant les formats et les durées, recourant souvent au multilinguisme, croisant et hybridant les cultures. À mi-chemin du cinéma d'auteur et d'une veine plus expérimentale, privilégiant toujours la narration et la recherche visuelle, Raoul Ruiz est aussi l'auteur d'une œuvre théorique singulière réunie dans les deux volumes de sa Poétique du cinéma.
En mars 2016, la Cinémathèque française lui consacre une rétrospective.

### Vie privée
Il était marié à la réalisatrice et monteuse Valeria Sarmiento.

## Filmographie partielle

### Comme réalisateur

#### Longs métrages
- 1967 : El tango del viudo
- 1968 : Trois tristes tigres (Tres tristes tigres)
- 1969 : La Catanaria
- 1970 : Qué hacer (en)
- 1970 : La colonia penal (en)
- 1971 : Nadie dijo nada (en)
- 1973 : El realismo socialista (en)
- 1973 : La expropiación (en)
- 1973 : Palomita blanca (en)
- 1975 : Dialogue d'exilés (Diálogo de exiliados)
- 1976 : Sotelo
- 1977 : La Vocation suspendue, d'après Pierre Klossowski
- 1979 : L'Hypothèse du tableau volé, d'après Pierre Klossowski
- 1980 : Le Borgne
- 1981 : Le Territoire (The Territory)
- 1982 : Le Toit de la baleine
- 1983 : Les Trois Couronnes du matelot
- 1983 : Bérénice
- 1983 : La Ville des pirates
- 1984 : Point de fuite
- 1984 : Manoel dans l'île des merveilles
- 1985 : L'Île au trésor (Treasure Island) d'après  Robert Louis Stevenson
- 1985 : L'Éveillé du pont de l'Alma
- 1986 : Mammame (en), adaptation du ballet éponyme de Jean-Claude Gallotta
- 1986 : Dans un miroir
- 1986 : Richard III
- 1987 : La Chouette aveugle, d'après un roman Sadegh Hedayat
- 1987 : Le Professeur Taranne, d'après une pièce d'Arthur Adamov
- 1987 : Brise-glace
- 1987 : Mémoire des apparences
- 1990 : The Golden Boat (en)
- 1990 : La telenovela errante
- 1991 : Basta la palabra
- 1992 : L'Œil qui ment
- 1992 : Visione e meraviglia della religione cristiana
- 1993 : Fado majeur et mineur
- 1993 : Miroirs de Tunisie
- 1993 : Capitulo 66
- 1994 : Viaggio clandestino - Vite di santi e di peccatori
- 1995 : Trois vies et une seule mort
- 1997 : Généalogies d'un crime
- 1998 : Le Temps retrouvé d'après Marcel Proust
- 1998 : Jessie (Shattered Image)
- 2000 : Combat d'amour en songe
- 2000 : Comédie de l'innocence
- 2001 : Les Âmes fortes d'après Jean Giono
- 2001 : Miotte vu par Ruiz
- 2002 : Cofralandes, rapsodia chilena (en)
- 2003 : Ce jour-là
- 2003 : Une place parmi les vivants
- 2003 : Vertige de la page blanche
- 2003 : Chronique d'une mise en scène
- 2004 : Responso
- 2004 : Días de campo (Journée à la campagne) (en)
- 2005 : Le Domaine perdu
- 2005 : Klimt
- 2007 : La Recta Provincia (en)
- 2008 : La Maison Nucingen d'après le roman d'Honoré de Balzac
- 2008 : Litoral (en)
- 2009 : A Closed Book
- 2010 : Mystères de Lisbonne (Mistérios de Lisboa) d'après Camilo Castelo Branco
- 2012 : La Nuit d'en face (La Noche de enfrente)
- 2012 : Les Lignes de Wellington œuvre terminée par Valeria Sarmiento.

#### Courts métrages
- 1963 : La Maleta (en)
- 1964 : Le Retour
- 1969 : Militarismo y tortura
- 1971 : Ahora te vamos a llamar hermano
- 1972 : Los Minuteros
- 1972 : Poesía popular: La teoría y la práctica
- 1973 : Abastecimiento
- 1973 : Palomita brava
- 1977 : Colloque de chiens
- 1978 : Les Divisions de la nature
- 1980 : Le Jeu de l'oie avec Pascal Bonitzer
- 1980 : La ville nouvelle
- 1982 : Querelle des Jardins
- 1983 : Lettre d'un cinéaste ou Le retour d'un amateur de bibliothèques
- 1984 : 7 faux raccords, documentaire avec Henri Alekan
- 1984 : Voyages d'une main
- 1989 : Le Livre de Christophe Colomb
- 1992 : Les soledades
- 1995 : Wind Water
- 1995 : À propos de Nice, la suite - segment Promenade
- 1997 : Le film à venir
- 2007 : Chacun son cinéma - segment Le don.

### Comme scénariste
- 1977 : Colloque de chiens - Court-métrage
- 1977 : La Vocation suspendue
- 1978 : L'Hypothèse du tableau volé
- 1978 : Dora et la lanterne magique, de Pascal Kané.
- 1980 : Le Borgne
- 1983 : La Ville des pirates
- 1985 : L'Île au trésor (Treasure Island)
- 1985 : L'Éveillé du pont de l'Alma
- 1985 : Notre mariage de Valeria Sarmiento
- 1989 : L'Homme de terre, de Boris Lehman (texte de la voix off)
- 1990 : The Golden Boat (en)
- 1991 : Amelia Lopes O'Neill avec Valeria Sarmiento
- 1992 : L'Œil qui ment
- 1993 : Fado majeur et mineur
- 1995 : À propos de Nice, la suite - Court-métrage Promenade
- 1995 : Trois vies et une seule mort
- 1995 : Elle
- 1996 : Généalogies d'un crime
- 1998 : L'Inconnu de Strasbourg
- 1999 : Le Temps retrouvé
- 2000 : Comédie de l'innocence
- 2003 : Ce jour-là
- 2003 : Une place parmi les vivants
- 2004 : Días de campo (Journée à la campagne) (en)
- 2005 : Le Domaine perdu
- 2006 : Klimt
- 2008 : Secretos
- 2012 : La Nuit d'en face (La Noche de enfrente).

### Comme acteur
- 1977 : Les Apprentis Sorciers d'Edgardo Cozarinsky
- 1978 : Cinématon - Extrait 1982
- 1989 : Palombella rossa de Nanni Moretti
- 2010 : Ballet aquatique de Raoul Ruiz.

## Théâtre

### Metteur en scène
- 1986-1987 : La vie est un songe d'après Pedro Calderón de la Barca, adapté par Jean-Louis Schefer et Raoul Ruiz, Festival d'Avignon, Théâtre de la Ville
- 2003 : Médée, opéra de Michèle Reverdy, livret de Bernard Banoun et Kai Stefan Fritsch d'après le roman Médée.Voix de Christa Wolf, créé à l'Opéra de Lyon en janvier 2003.

## Récompenses et distinctions
- 1969 : Léopard d'or pour Trois tristes tigres (Tres tristes tigres)
- 1975 : prix de l'Âge d'or pour La Expropiación
- 1980 : César du meilleur court-métrage de fiction pour Colloque de chiens
- 1997 : Ours d'argent pour Généalogies d'un crime
- 2010 : Coquille d'argent du meilleur réalisateur au Festival de Saint-Sébastien et prix Louis-Delluc pour Mystères de Lisbonne.

## Publications
- Le Transpatagonien, roman (en collaboration avec Benoît Peeters et Patrick Deubelbeiss), Casterman, 1989
- Le Livre des disparitions, éditions Dis voir, 1990
- Le Convive de pierre, Actes Sud, 1992
- Poétique du cinéma, essai, éditions Dis voir, 1995
- Poétique du cinéma 2, essai, éditions Dis voir, 2006
- À la poursuite de l'île au trésor, roman, éditions Dis voir, 2008
- L'Esprit de l'escalier, roman, Fayard, 2012.